# Penny Valentine
Penelope Ann "Penny" Valentine (13 de febrero de 1943 – 9 de enero de 2003) fue una periodista, crítica musical y personalidad televisiva británica.

## Biografía
Penny Valentine nació en Londres, de ascendencia judía e italiana. En 1959 se convirtió en una periodista en prácticas, primero en el Uxbridge Post, y en la década de 1960 en Boyfriend, una revista semanal para chicas adolescentes. En 1964 se unió al personal de Disc, una revista semanal de música pop como periodista y crítica de discos, convirtiéndose por un tiempo en la crítica más influyente de los nuevos singles de pop en Gran Bretaña. Según su colega periodista Richard Williams, "probablemente fue la primera mujer en escribir sobre música pop como si realmente importara". Le encantaba la música soul y apoyó a cantantes como Aretha Franklin y Marvin Gaye antes de hacerse famosos. Cuando era joven, también escribió artículos para una variedad de publicaciones sobre el fenómeno "Swinging London". Chris Welch comentó que "era parte de un torbellino social de recepciones, fiestas y clubes nocturnos que hicieron que Swinging London fuera tan divertido ... Los Beatles y los Rolling Stones ciertamente prefirieron ser entrevistados por la vivaz joven de la revista Disco que por otra clase de periodista".
En 1970 dejó Disco para unirse a una nueva revista, Sounds, y en 1973 fue contratada por su amigo Elton John para convertirse en el oficial de prensa de su sello discográfico, The Rocket Record Company. También escribió para Record Mirror y Melody Maker, y en la década de 1970 para la revista de rock estadounidense Creem. Después de un período de trabajo en la ciudad de Nueva York, regresó a Londres en 1975 para ayudar a lanzar otra nueva revista, Street Life, que luego se unió a Time Out antes de partir en 1980 para ayudar a fundar City Limits, que era más radical desde el punto de vista político. Participó activamente en varias organizaciones, incluidas Women in Media y National Union of Journalists. Después de obtener una licenciatura en estudios cinematográficos e inglés, siguió una carrera independiente de enseñanza y escritura. Con Vicki Wickham escribió una biografía de Dusty Springfield titulada Dancing With Demons (2000).
Valentine murió a la edad de 59 años en 2003 después de sufrir cáncer durante un tiempo